# Tajik Air
Tajik Air (Открытое акционерное общество «Таджик Эйр») — национальный авиаперевозчик Таджикистана. Базируется в столичном аэропорту Душанбе, использует вторичный аэропорт Худжанд.

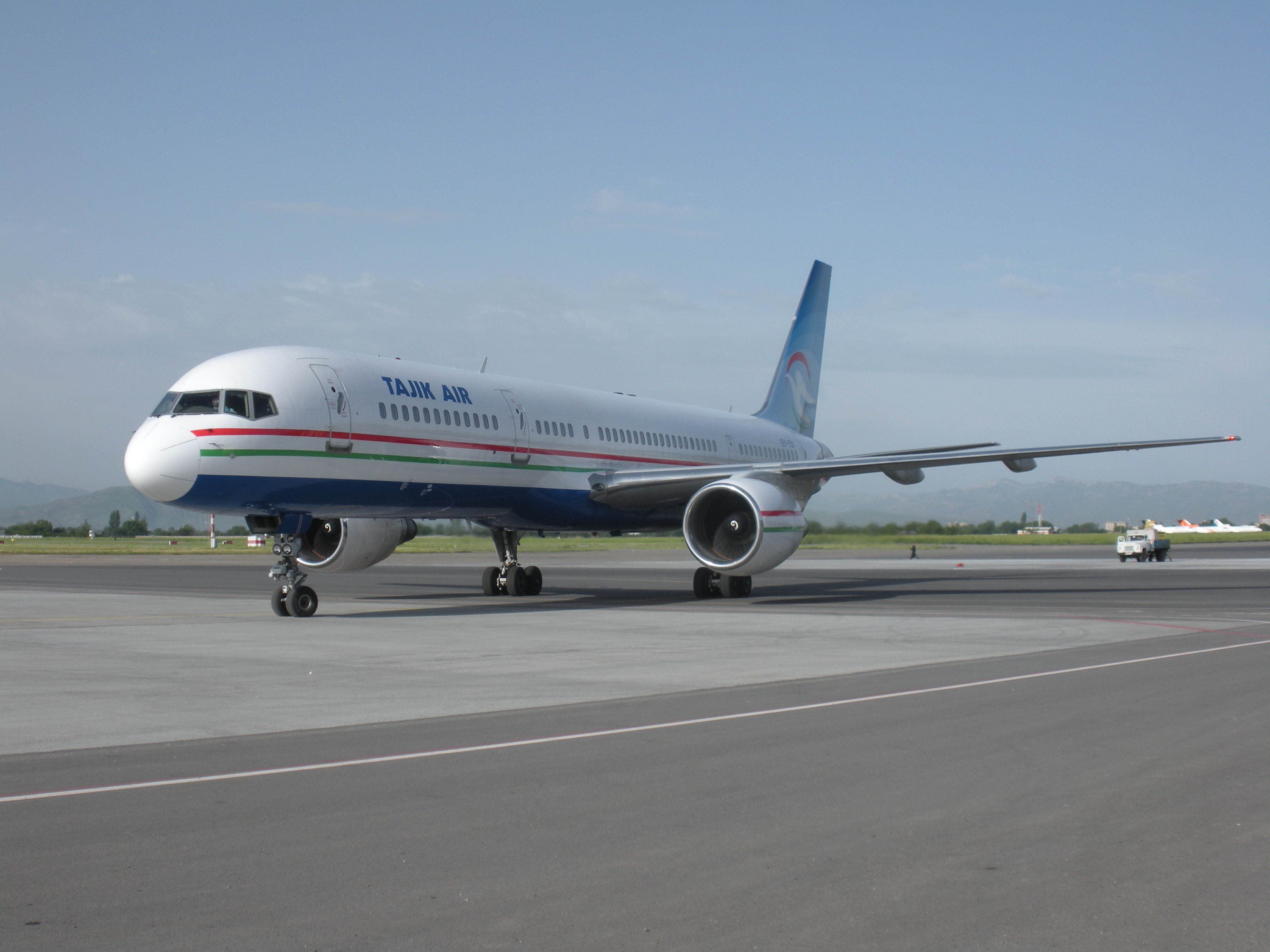
Boeing 757-200

## История
История авиакомпании «Таджик Эйр» берёт своё начало с 1930 года. В мае 1930 года был создан Таджикский авиаузел Среднеазиатских воздушных линий и в Сталинабад на постоянное место базирования прибыли два самолёта Ю-13 с экипажами, которые приступили к выполнению регулярных полётов из Сталинабада в Ходжент, Куляб, Гарм, Дангару и Пяндж. Спустя год, по прибытии самолётов П-5 и Р-5, были начаты полёты в Шаартуз и Хорог. В марте 1933 года в Сталинабад поступило 25 самолётов По-2, а уже в июне прибыл первый цельнометаллический самолёт «Сталь-2». Затем были открыты авиалинии Сталинабад-Фархор, Сталинабад-Гарм-Хаит-Таджикабад-Джиргиталь, Сталинабад-Ховалинг. В 1935 году в Сталинабад поступили самолёты АНТ-9, СП-9, П-5, и с получением новой техники были открыты авиалинии Сталинабад-Муминабад, Сталинабад-Ворошиловабад. В 1940 году было создано Таджикское управление Гражданского воздушного флота, которое в последующем пережило ряд реорганизаций: Таджикское управление гражданской авиации, Государственная авиакомпания «Точикистон», ГУАП «Точикистон», ГУАП «Таджик Эйр». С 30 декабря 2009 года Постановлением Правительства РТ за №707 авиакомпания была преобразована в ОАО «Таджик Эйр» 
Авиакомпания «Таджик Эйр» специализируется на авиаперевозке пассажиров, багажа и груза, а также выполняет техническое обслуживание («Транзит чек», «Дейли чек», «Викли чек», «100-часовой чек», «А-чек») и ремонт авиационной техники.
Расширение географии полётов, обеспечение безопасности, надёжность и комфорт являются основными задачами ОАО «Таджик Эйр», определяющие стратегию его развития.
На сей день в ОАО «Таджик Эйр» работают свыше 500 авиационных специалистов. Большинство пилотов, штурманов и бортинженеров компании имеют высокую квалификацию и большой опыт полётов в сложнейших горных условиях Памира.
Компания осуществляет регулярные полёты в направлении 5 городов Российской Федерации (Москва, Санкт-Петербург, Екатеринбург, Сургут, Новосибирск), а также в Кыргызстан (Бишкек), Казахстан (Алматы), Иран (Тегеран), Индию (Дели), КНР (Урумчи). На местных авиалиниях регулярные полёты выполняются в Худжанд и Хорог.
В ближайшем будущем авиакомпания намерена открыть рейсы Душанбе-Пекин-Душанбе, Курган-тюбе – Екатеринбург, Курган-тюбе – Новосибирск, Курган-тюбе  - Казань.
С января 2016 года авиакомпанию возглавлял Рахимов Хайрулло Зубайдуллоевич, с 22 января 2019 года - Дилшод Исматуллозода, с 29 сентября 2022 года руководителем авиакомпании «Таджик Эйр» является Парвиз Шодмонзода.  

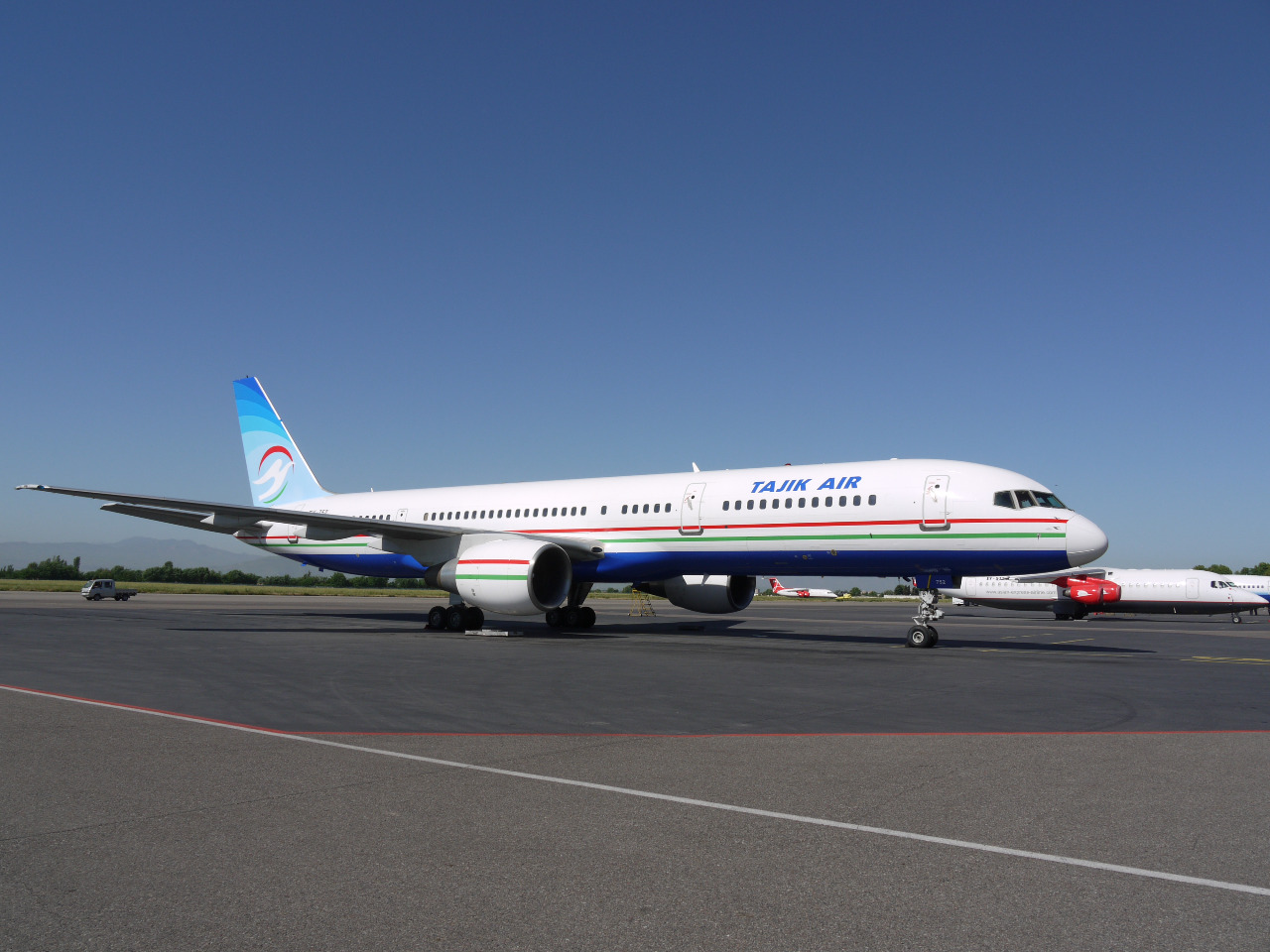
Boeing 757 авиакомпании «Tajik Air»

## Современная ситуация
Tajik Air испытывает значительную конкуренцию в своём секторе после демонополизации рынка в сентябре 2006 года. Авиакомпания перевезла всего 320 000 пассажиров за первые 9 месяцев 2006 года, это значительное падение с 2005 года.Для преодоления кризиса,  авиакомпания с помощью Европейского банка реконструкции и развития начала ввод в эксплуатацию самолётов Airbus A320 и Boeing 737 . Небольшое число самолётов Boeing используется в лизинге для постепенной замены старых советских судов.
В 2013 году по версии Business Insider компания заняла девятое место в рейтинге «20 худших авиакомпаний мира» для путешествия экономическим классом.
С 2015 года ОАО «Таджик Эйр» занимает достойное место в рейтинге безопасных авиаперевозчиков мира. Мониторинг проводится независимым порталом Airlinerating.com среди 407 мировых авиакомпаний.
11 января 2019 года, в связи с экономическими трудностями, Tajik Air прекратила полеты, но уже в июле того же года был возобновлён рейс в Москву.

## География полётов

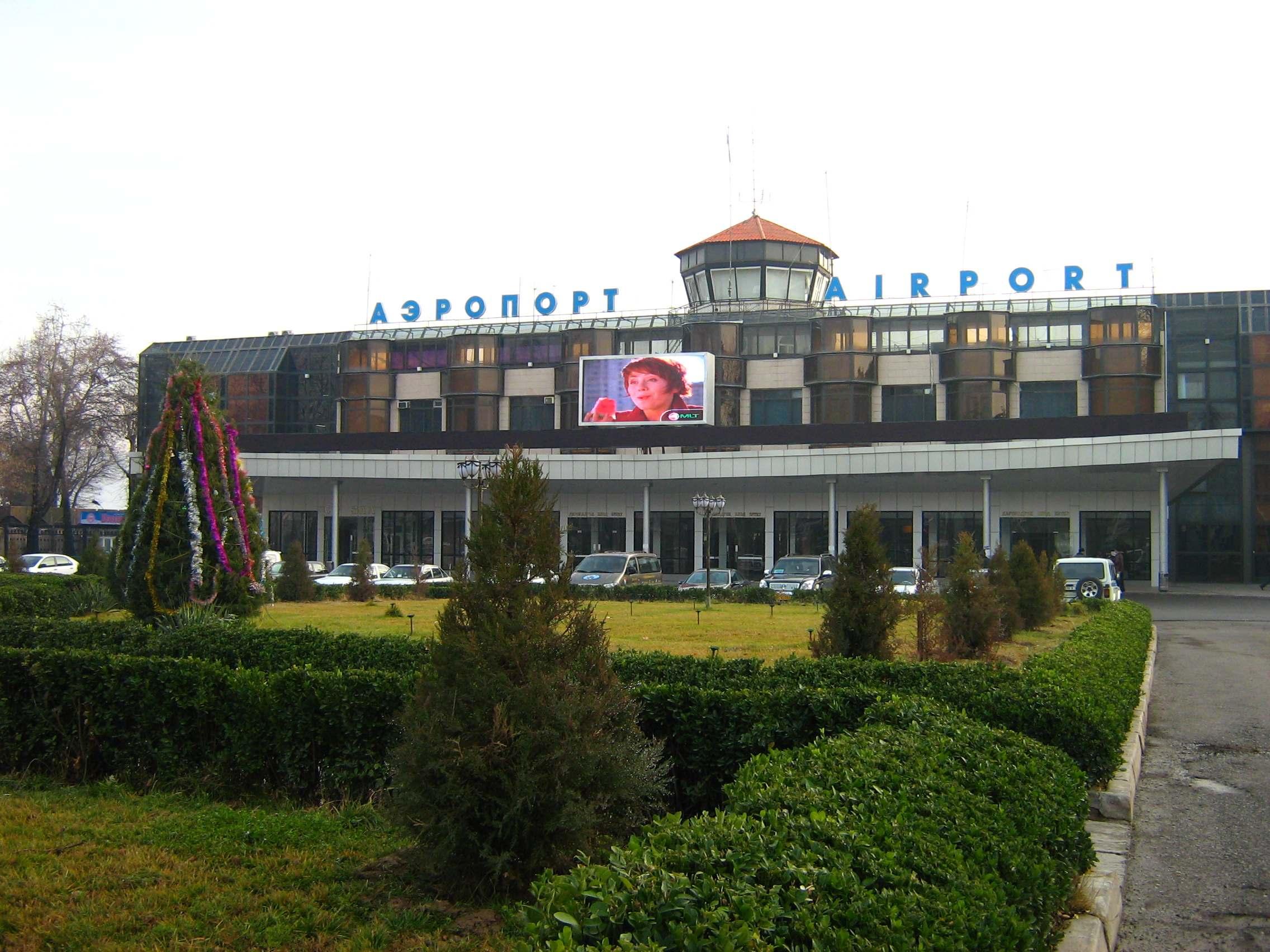
Душанбе — базовый аэропорт авиакомпании. Декабрь 2007 года

Tajik Air на Март 2016 года выполняла полёты по следующим направлениям:
- КНР
  - Урумчи — Международный аэропорт Дивопу
  - Пекин - Международный аэропорт ШоудуБоинг 737-300 в аэропорту Душанбе
- Иран

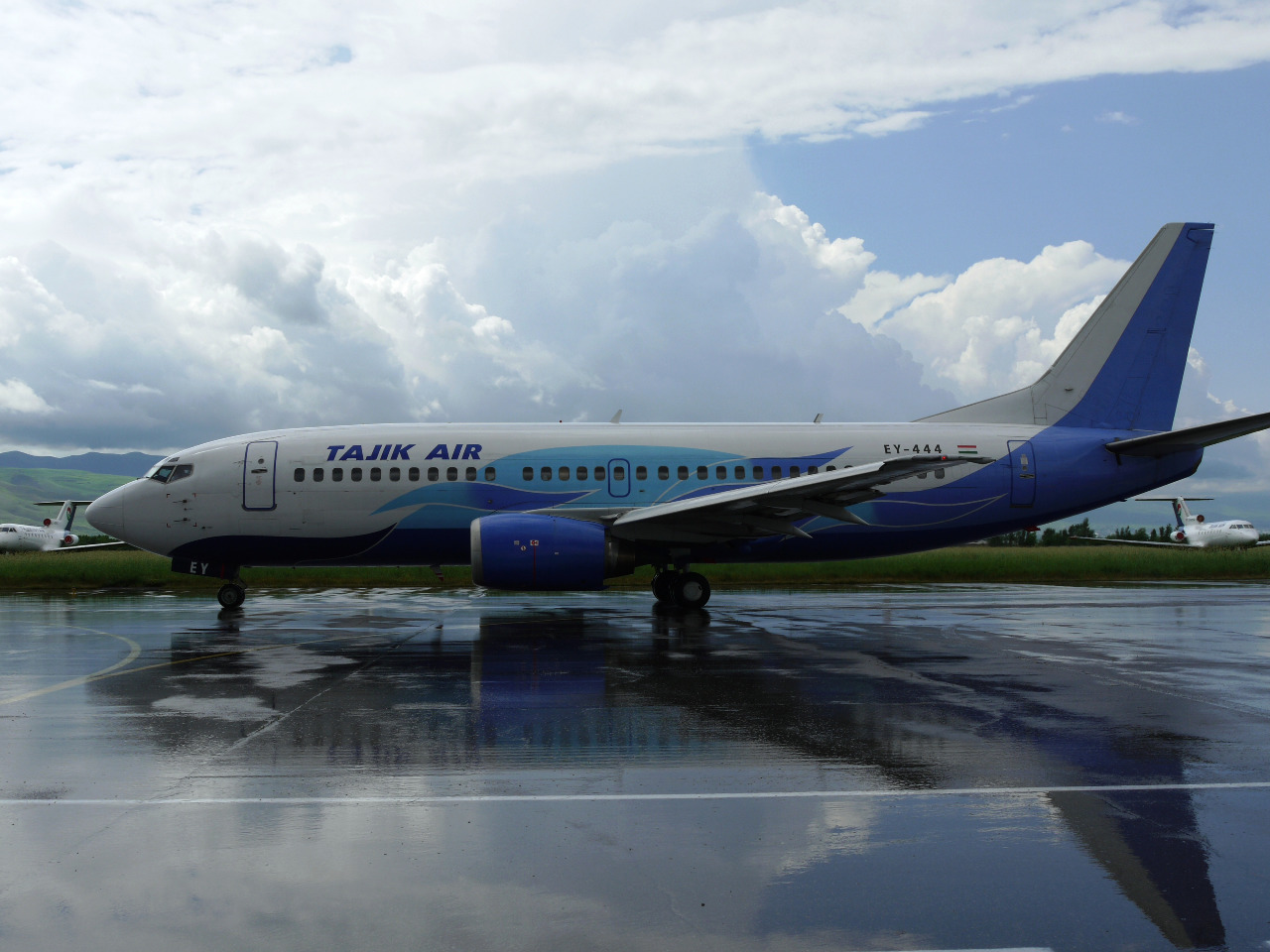
Боинг 737-300 в аэропорту Душанбе

  - Тегеран — Международный аэропорт Имам Хомейни
- Индия
  - Дели[6]
- Казахстан
  - Алма-Ата — Алма-Ата
- Киргизия
  - Бишкек — Манас
- Россия
  - Екатеринбург — Кольцово
  - Москва — Домодедово
  - Новосибирск — Толмачёво
  - Санкт-Петербург — Пулково
  - Сургут — Сургут
- Таджикистан
  - Душанбе — Душанбе хаб
  - Хорог — Хорог
  - Худжанд — Худжанд

## Флот
Флот Tajik Air на 9 января 2022 года состоит из единственного самолёта Boeing 757-200 с бортовым номером EY-751, возраст самолёта составляет 30 лет.

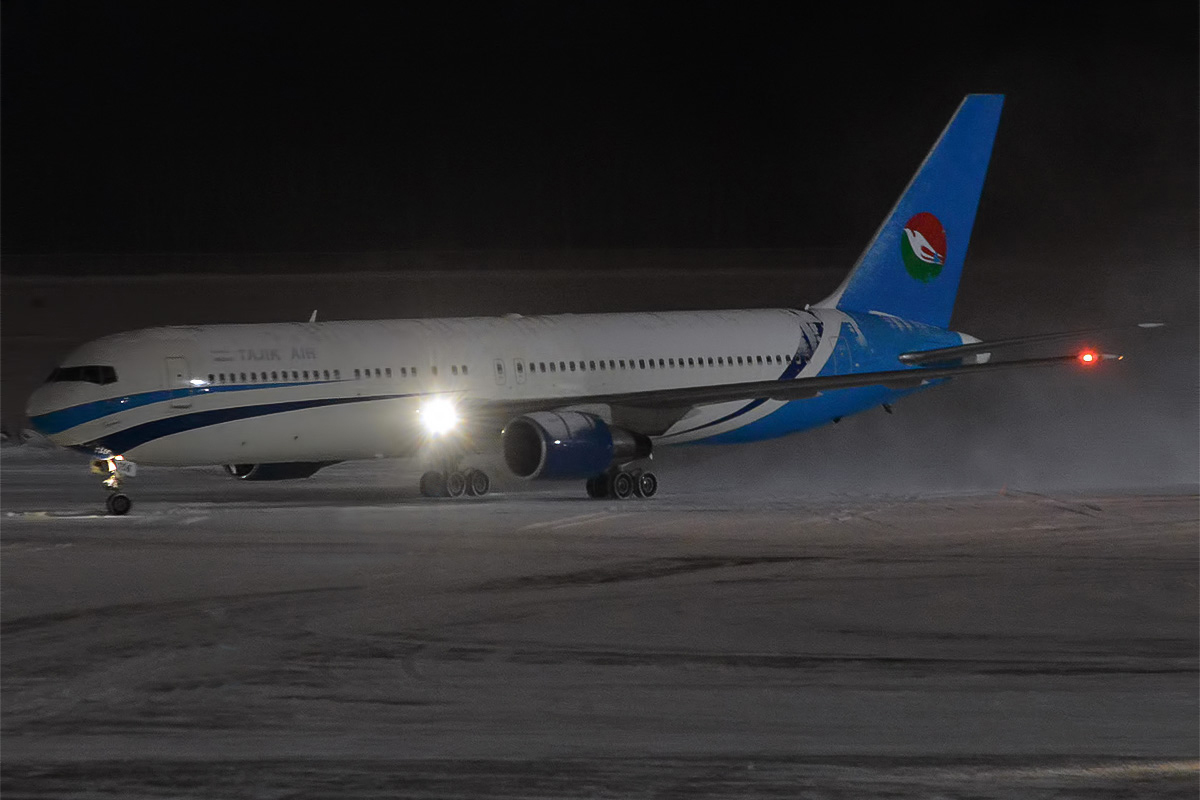
Tajik Air Boeing 767-300 EY-756.2016год

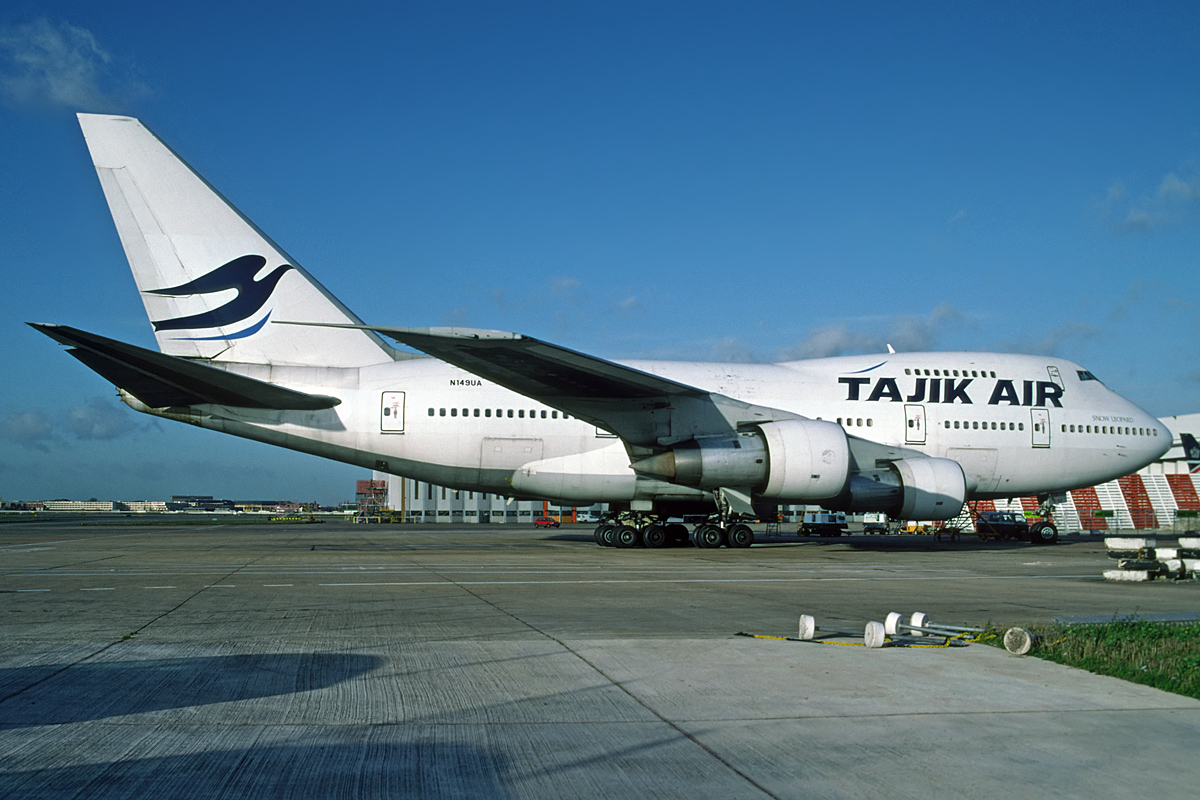
Tajik Air Boeing 747SP (N149UA) в Лондонском аэропорту Хитроу. Декабрь 1993 года

В середине 1990-х годов авиакомпания Tajik Air имела в эксплуатации единственный в Центральной Азии самолёт Boeing-747.

## Авиапроисшествия
- 20 августа 1993  Як-40 рейса Хорог — Душанбе разбился при взлёте. Все пять членов экипажа и 77 из 81 пассажиров погибли. Самолёт был приспособлен только для 28 пассажиров, и был крайне перегружен. Возможно, экипаж был принуждён к взлёту вооружёнными людьми. Из-за перегруза самолёт не смог взлететь и на полной скорости проломил ограждение аэродрома и упал в реку Пяндж[9].
- 15 декабря 1997 года Ту-154 разбился при посадке в аэропорту города Шарджа (Объединённые Арабские Эмираты). Он не долетел 13 километров до аэропорта, разрушился в пустыне и загорелся. Все 79 пассажиров и 6 из 7 членов экипажа погибли.[10].

- 9 февраля 2012 года Ту-154 рейса 627 Душанбе - Москва из-за сбоя высотной системы вынужден был совершить аварийную посадку в аэропорту Душанбе [11]. В результате происшествия никто из находившихся на борту 148 пассажиров не пострадал.